# Hibbertia dentata
Hibbertia dentata är en tvåhjärtbladig växtart som beskrevs av Robert Brown. Hibbertia dentata ingår i släktet Hibbertia och familjen Dilleniaceae. Inga underarter finns listade i Catalogue of Life.

## Bildgalleri

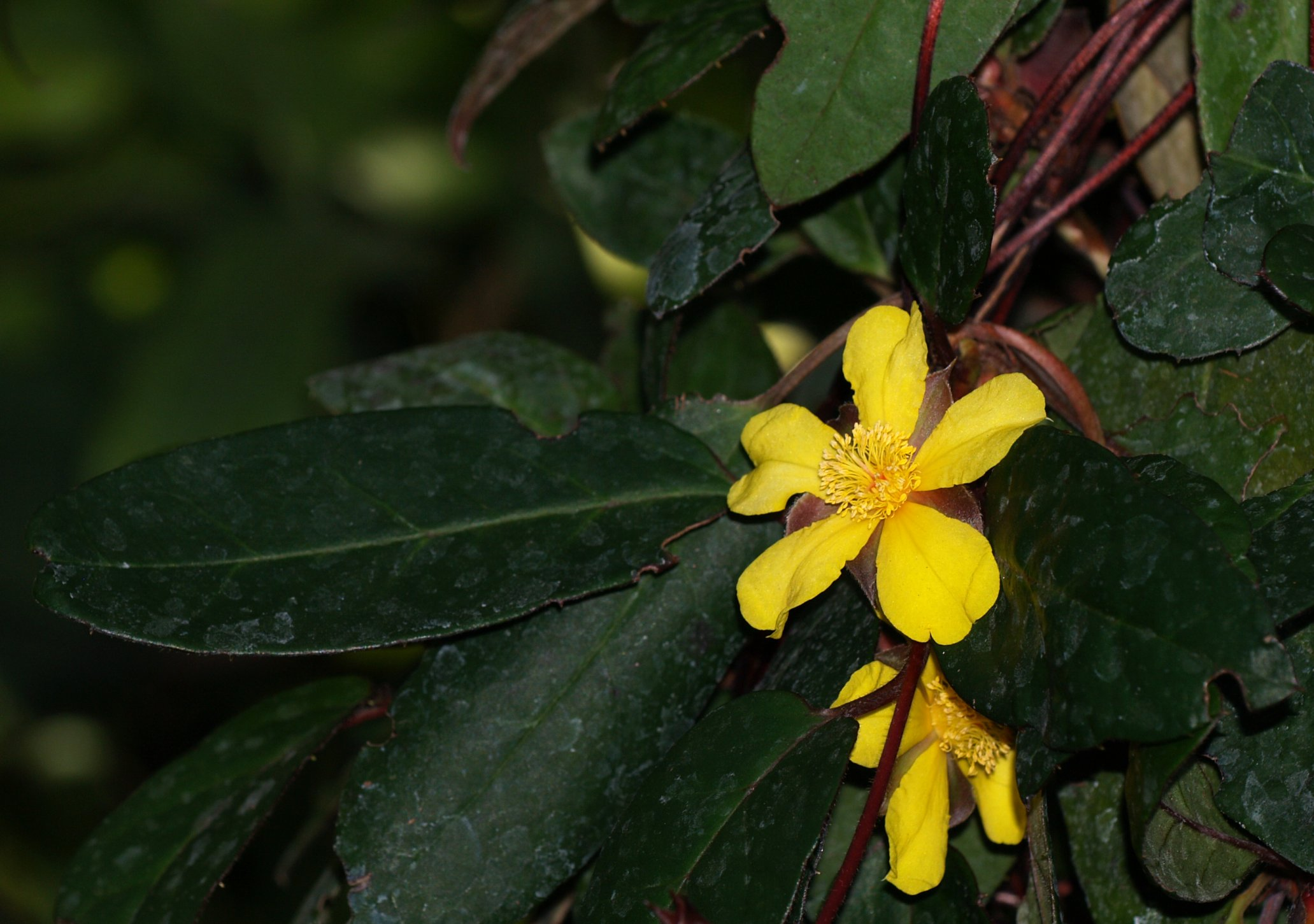